# Playtech
Playtech je kompanija za razvoj softvera za kazino igre osnovana 1999. Kompanija nudi softver za internetske kockarnice, internetske poker sobe, internetske bingo igre, internetske sportske kladionice, grebalice, mobilne igre, igre uživo i arkadne igre s fiksnim kvotama. Uvršten je na Londonsku berzu i sastavni je dio FTSE 250 indeksa.

## Istorija
Playtech je 1999. osnovao izraelski preduzetnik Tedi Sagi u Tartuu u Estoniji, s partnerima iz kazina, softverskog inžinjeringa i multimedijalne industrije. Playtech je svoj prvi kazino proizvod lansirao 2001. godine, a od tada je narastao i postao vodeći i najveći svjetski dizajner, programer i davaoc licenci za veb i mobilne aplikacijske programe za industriju digitalnih igara, čiji su kupci većina tzv. “blue chip” kompanija u ova industrija (William Hill, Ladbrokes, Bet365 u Velikoj Britaniji, Snai i Sisal u Italiji itd.) . U martu 2006. Playtech je uspešno ispraćen na tržište AIM-a po proceni od približno 950 miliona američkih dolara (približno 550 miliona funti).
Nakon donošenja Zakona o nezakonitom kockanju putem Interneta iz 2006. godine, dionice kompanije pretrpele su jednodnevni pad od preko 40%. 22. oktobra 2008. Playtech je najavio da će kupiti privatnu imovinu od Tedija Sagija u zamenu za 250 miliona dolara. Zatim je u martu 2011. Playtech kupio PT Turnkey Services od Tedija Sagija za 125 miliona funti. U julu 2013. Playtech je od Holdings Ltd za 49,2 miliona dolara kupio PokerStrategy.com, jednu od najvećih poker zajednica na svetu s gotovo 7 miliona članova. U septembru 2014. Playtech je najavio kupovinu Aristocrat Lottery od Aristocrat Leisure Limited, u ugovoru vriednom 10,5 miliona evra.
U januaru 2015. godine mnoga onlajn kazino na Playtechu objavila su da napuštaju nemačko tržište. U februaru 2015. objavljeno je da je Playtech kupio YoYo Games, proizvođača softvera za razvoj igara GameMaker Studio, za 10,65 miliona funti (16,4 miliona USD). U junu 2015. otkriveno je da će Playtech kupiti internetskog trgovca devizama Plus500 za naknadu od 699 miliona dolara. Ovaj planirani posao raskinut je u januaru 2015.
U maju 2016. Playtech je kupio švedskog programera internetskih igara Quickspin. Prva uplata od 24 miliona evra predstavljat će 100% dionica Quickspina na bezgotovinskoj osnovi bez duga, a preostalih 26 miliona evra biće plaćeno na osnovi zarade, zavisno o Quickspinovom EBITDA tokom 2017. i 2018. U julu 2016. Playtech je kupio suparničkog operatora Best Gaming Technology (BGT) za 138 miliona evra, s obzirom da kladionice nastavljaju reagovati na talas konsolidacije koji je zahvatio industriju. Playtech se pojavio u Rumuniji u januaru 2017. godine otvaranjem svog kazino studija sa sedištem u Bukureštu dizajniranog za pružanje kazino igara uživo lokalnim mrežnim operaterima kockanja. Kako Playtechov licencni ugovoro s kompanijom Marvel Comics istječe 31. marta 2017, Playtech najavio je novo partnerstvo s Warner Brosom u februaru 2017. godine za razvoj slotova baziranih na igranim filmovima DC Comics kao što su Batman v Superman: Dawn of Justice, triologija Mračni vitez, Odred samouboica i Liga pravde.
U novembru 2016., Playtech je najavio kupovinu CFH Group, prime of prime brokera, kako bi ojačao B2B ponudu u svom odseku za finansije koji je kasnije nazvao TradeTech Group.
U oktobru 2017. Playtech je objavio da je kupio BetBuddy, vodeću kompaniju za odgovorno kockanje. BetBuddy-ov softver za identifikaciju i modifikaciju ponašanja bit će integrisan s trenutnim Playtech-ovim sistemom upravljanja igračima u nadi da može brže identifikovati i pomoći u problemima pri kockanju.
U januaru 2018. Playtech je završio integraciju platforme za otkrivanje prevara u stvarnom vremenu Featurespace u svoje sistave za upravljanje informacijama. Strateško partnerstvo s kompanijom za bihevioralnu analitiku ima za cilj da identifikuju i smanje prevare.
U martu 2018. Playtech je dogovorio ugovor s Totalizatorom Sportowy, provajderom poljske nacionalne lutrije.
U aprilu 2018. Playtech je platio 291 milion evra za 70,6% udela u italijanskoj kladionici Snaitech. Uključujući Snaitechov dug, vrednost posla iznosio je 846 miliona evra.
U septembru 2018. Playtech je objavio da prodaje svoj udeo od 10% u Plus500 Ltd. za ukupno 176 miliona funti.
U novembru 2018. osnivač Tedi Sagi prodao je preostale dionice Playtecha. Iako je Sagi kontinuirano smanjivao svoj udeo u kompaniji, konačna prodaja usliedila je nedugo nakon što je investitor Džejson Ader pozvao kompaniju da prekine preostale veze sa Sagijem, čije je trajno sudelovanje moglo ometati američke ambicije Playtecha na tržištu u SAD tvrdio je Ader.
U aprilu 2020. Playtech je imenovao neizvršnu direktoricu kler Milne za privremenu predsednicu nakon što je bivši predsedavajući Alen Džekson objavio nameru da odstupi nakon godišnje skupštine kompanije 2020.

29. maja 2020. Playtech je pristao platiti 3,5 miliona funti odgovornim dobrotvornim organizacijama za kockanje nakon samoubistva 25-godišnjeg Krisa Bruneja, koji je igrao TitanBet i Winner koji je u pet dana prije smrti izgubio više od 119 000 funti. Tokom tih 5 dana od strane kazina više puta je dobijao VIP bonuse kako bi nastavio igru.
Britanska komisija za kockanje planirala je izreći kaznu od 3,5 miliona funti podružnici Playtecha PT Entertainment Services nakon što je utvrdila „ozbiljne sistemske propuste u načinu na koji je PTES upravljao društvenom odgovornošću i procesima pranja novca“, ali kompanija je predala svoje britanske dozvole prije ne go što je kazna izrečena. Nakon medijskih izvještaja o kontroverzi, Playtech je pristao platiti 3,5 miliona funti, a predsednica Kler Milne obećala je da će se lično izviniti Brunejovoj porodici.
U augustu 2020. Playtech je počeo nuditi onlajn kazino igre putem Bet365 veb stranice s licencom za Nju Džerzi, obiležavajući debi kompanije na američkom tržištu onlajn kockanja.
U avgustu 2020. Playtech je potvrdio da istražuje potencijalnu prodaju dela za trgovinsku tehnologiju TradeTech-u.
Kao deo prodaje svojih povremenih i mobilnih sektora igara, Playtech je objavio da je u januaru 2021. prodao YoYo Games kompaniji  za 10 miliona američkih dolara.

## Upravljanje operacijama
Virtue Fusion je Playtechova bingo platforma. Platforma, koja je nabavljena 2010. godine, poboljšana je kupnjom ECM Systems 2016. godine.

iPoker je Playtechova poker platforma. U Velikoj Britaniji ga je implementirao dizajner kazino igara Džef Hal, izumitelj Blackjack Switcha i trenutno broji više od 60 zaposlenih. Mreža radi pomoću skin-based sistema. To jednostavno znači da svaka veb stranica na internetu ima vlastiti skin osnovnog poker interfejsa; lobi, raspored stolova i dizajn su potpuno isti. Međutim, svaka veb stranica može primeniti vlastitu šemu boja i robnu marku. Najvažnije je, da bi se održala likvidnost potrebna za upravljanje uspješnom poker mrežom, da svaki od ovih skinova deli isti fond igrača. Od aprila 2014. mreža je imala 30 aktivnih skinova.
Playtech BGT Sports, podružnica Playtecha u većinskom vlasništvu, nudi kladionicama softver i tehnologiju za sportsko klađenje. Nastao je tokom kupovine Best Gaming Technology GmbH 2016. godine, koja je potom spojena s postojećim sportskim podružnicama Playtecha.Od 2016. njegov softver pokreće približno 27 000 terminala za samoposlužne kladionice za operatore kao što su Ladbrokes, Paddy Power i OPAP.